# 飯冨章宏
飯冨 章宏（いいとみ あきひろ、1955年（昭和30年）10月16日 - ）は小鼓方大倉流の能楽師で、重要無形文化財総合認定保持者である。

## 概説
1955年、能楽脇方（高安流）飯冨家長男として熊本県熊本市に生まれる。熊本市在住。熊本県立熊本高等学校、一橋大学を卒業後、1977年（昭和52年）に能楽小鼓入門。「猩々乱」「石橋」「道成寺」「安宅」「定家」「翁頭取」等を披演。
鵜澤壽（人間国宝）、鵜澤速雄並びに大倉源次郎（大倉流十六世宗家・人間国宝）に師事。
(公益社団)能楽協会社員、(社)日本能楽会会員、福岡市能楽協議会 元会長、筑紫女学園大学非常勤講師(日本芸能論)。尚絅大学非常勤講師。現在は福岡県立大濠公園能楽堂をはじめおもに九州各地で活動。また、小学・中学・高等等で能楽囃子の啓発普及にも精力的に努めている。

## 脚註